# Споразум у Фаркашићу
Споразум у Фаркашићу склопљен је 8. октобра 1937. године између Удружене опозиције (коју су чиниле Демократска странка, Радикална странка и Савез земљорадника) и Сељачко-демократске коалиције (Самостална демократска странка и Хрватска сељачка странка). Споразумом је створена коалиција опозиционих странака ради заједничког иступа против Југословенске радикалне заједнице на изборима за народне посланике 1938. године.

## Позадина
Ни у једном периоду међуратне историје Краљевине није била јаснија намера владе да заокружи (опколи) Хрвате као у време Стојадиновићеве владе. Њему је стало да склопи споразум са хрватским опозиционарима. Међутим, Стојадиновић и Мачек се међусобно нису ценили и имали су дијаметрално супротне политичке ставове. Стојадиновић је одбијао и да разговара о федеративном уређењу државе. Он је Мачеку нудио неколико министарских места (Стојадиновићево „мало решење), док се политика ХСС темељила на ревизији Октроисаног устава (Мачеково „велико решење“). Влада Милана Стојадиновића заговарала је тзв. „реално југословенство“ које настоји да надрасте националне посебности, мада их није негирало. Главни одбор Радикалне странке повезао се са Демократском странком и Савезом земљорадника те је приступио Удруженој опозицији. Била је то политичка групација (ДС, СЗ, НРС) која се супротставила тренутно најјачој југословенској странци – Југословенској радикалној заједници. Удружена опозиција определила се за скупштинску апстиненцију.
Хрватска сељачка странка била је носилац националног покрета Хрвата. Под утицајем франковаца, римокатоличког клерикализма, усташког покрета и репресалија режима, њени ставови су радикализовани. Иначе, странка је заговарала политику пасивности чекајући да се „Београд опамети“. Као алтернатива решавању хрватског питања у Југославији јавља се идеја формирања независне хрватске државе. Она је представљана као предстража западних интереса и одбрана од немачке експанзије. Истовремено, у Берлину су хрватски емисари себе представљали као једине пријатеље Трећег рајха. У Риму, они су заговарали персоналну унију са Италијом. Ослонац на клерикалне кругове обезбедио им је и наклоност Ватикана. Предлагали су поделу Југославије на српску, хрватску и словеначку земљу. Мачек је предлагао да „Српској земљи“ припадну покрајине са већинским српским становништвом (Србија, Црна Гора, Македонија, Јужна Далмација), док је за Босну и Војводину имао различита решења. Дрина, Сава и Дунав одвајали би хрватску од српске целине. Удружена опозиција није имала јединствени програм. Свака од странака предлагала је решења за превазилажење кризе не занемарујући српске интересе. Потребу очувања Југославије темељили су на српским жртвама у Великом рату.

## Склапање споразума
Тежина државне кризе утицала је на превазилажење бројних сукоба. У Фаркашићу је 8. октобра 1937. године склопљен споразум између Удружене опозиције (Демократска странка, Радикална странка, Савез земљорадника) и Сељачко-демократске коалиције (ХСС и СДС). Они су се сложили да Октроисани устав нема „моралне вредности“ и да треба изградити нови уставни поредак. Влада формирана од потписника споразума у Фаркашићу очувала би основне принципе државе: наследна, уставна и парламентарна монархија на челу са Петром Карађорђевићем и намесништвом. Кнез Павле одбио је да прими на знање потписани споразум.

## Избори 1938. године
Формалним споразумом између Сељачко-демократске коалиције и Удружене опозиције октобра 1937. године у Фаркашићу код Загреба, створен је Блок народног споразума. Он је предвиђао формирање концентрационе владе од својих чланова која би доношењем привременог основног закона укинула устав. Затим би се расписали избори за уставотворну скупштину, а нов устав донео би се само уз сагласност већине Словенаца, Хрвата и Срба. Стојадиновић и кнез Павле нису желели ни да разговарају о томе. Стојадиновићу је било лако да убеди кнеза-намесника да распусти Скупштину и распише изборе за нову 1938. године. Чим су избори расписани, Стојадиновић је отпочео са веома живом кампањом. За децембарске изборе истакнуте су три листе: дворска листа на челу са Стојадиновићем, Југословенски народни покрет Збор Димитрија Љотића и листа опозиције коју је предводио Влатко Мачек. Опозициони фронт био је јачи него што је Милан Стојадиновић очекивао. Владина листа победила је са незнатном већином, упркос невиђеним прогонима, притисцима и фалсификатима. Владиној листи припао је 301 мандат, а Влатку Мачеку 67. Ипак, резултати избора показали су кнезу-намеснику да мора мењати политички курс како би се ефикасније решило хрватско питање. Смиривање ситуације пожуривала је и Велика Британија.

## Крај сарадње
Српске опозиционе странке биле су сасвим искључене из преговора Цветковић-Мачек. Цветковић је одбацио Мачеков предлог да преговара у име српске опозиције, а Сељачко-демократска коалиција одбацивала је споразум у Фаркашићу. Протести, опомене и упозорења била су једина средства којима су српске опозиционе странке могле да се истакну у овим преговорима. Стварање Бановине Хрватске представљало је само први корак у будућем преуређењу Југославије. Била је то федерална јединица у заметку. Државни централизам је стварањем бановине напуштен. Такође, напуштена је и идеја о народном јединству. Преузређење државе отварало је и тзв. „српско питање“. Српске политичке странке заузеле су различите ставове по питању споразума. Удружена опозиција се распада. Демократска странка постала је један од најдоследнијих критичара споразума, скрећући са идеје споразумевања са Хрватима. Још једном, Демократска странка променила је своју идеологију. Против споразума била је и Народна радикална странка. Савез земљорадника прихватио је споразум Цветковић-Мачек и означио га „великим делом“.